# 고베 하버랜드

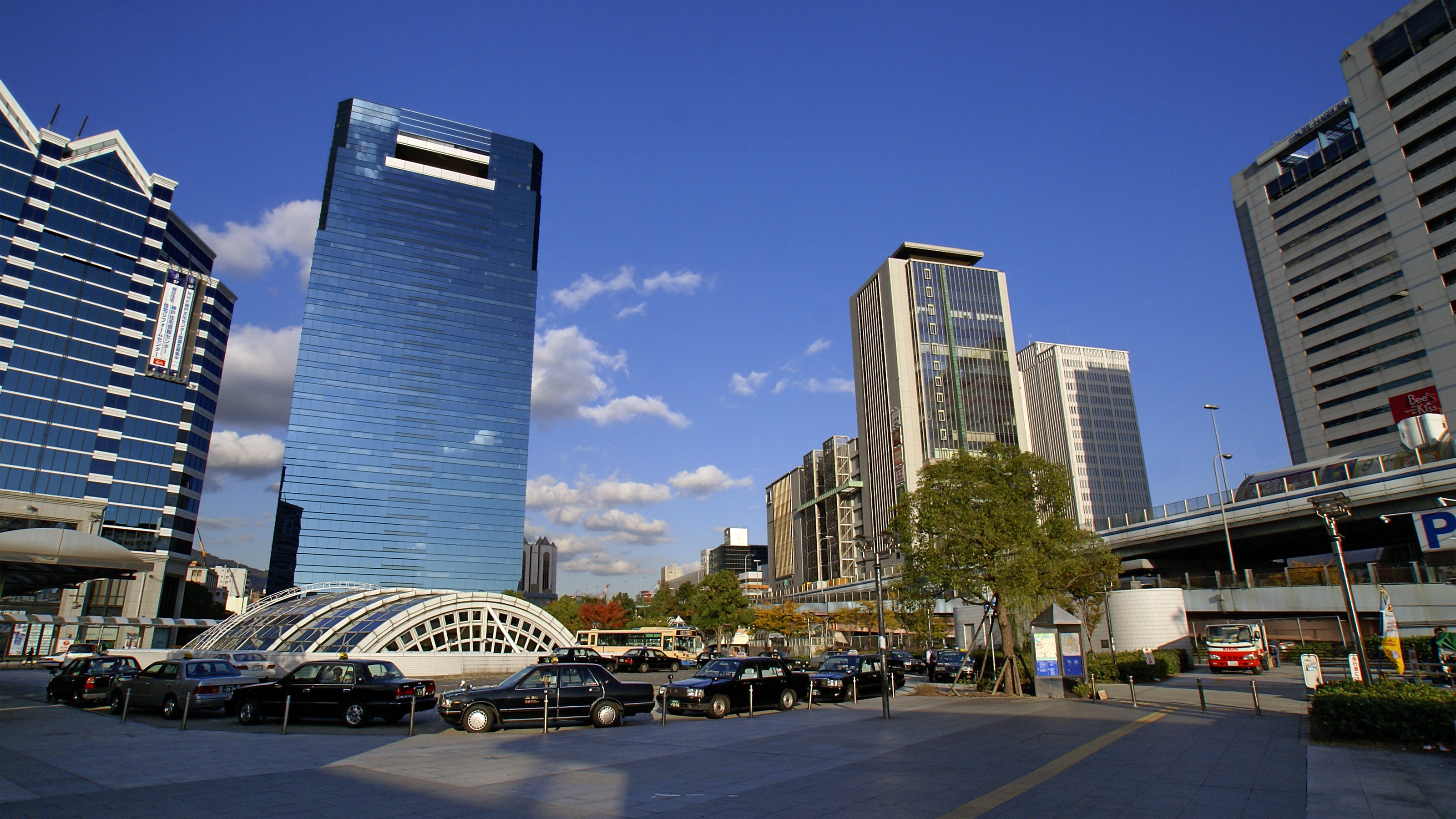
고베 하버랜드

고베 하버랜드(일본어: 神戸ハーバーランド)는 일본 효고현 고베시 주오구의 재개발 지구이다.

## 같이 보기
- 고베항